# Echinopyrrhosia atypica
Echinopyrrhosia atypica là một loài ruồi trong họ Tachinidae.